# Crithagra flaviventris
Il canarino di Sant'Elena o canarino ventregiallo (Crithagra flaviventris (Gmelin, 1789)) è un uccello passeriforme della famiglia Fringillidae.

## Etimologia
Il nome scientifico della specie, flaviventris, deriva dal latino e significa "dal ventre giallo", in riferimento alla livrea di questi uccelli.

## Descrizione

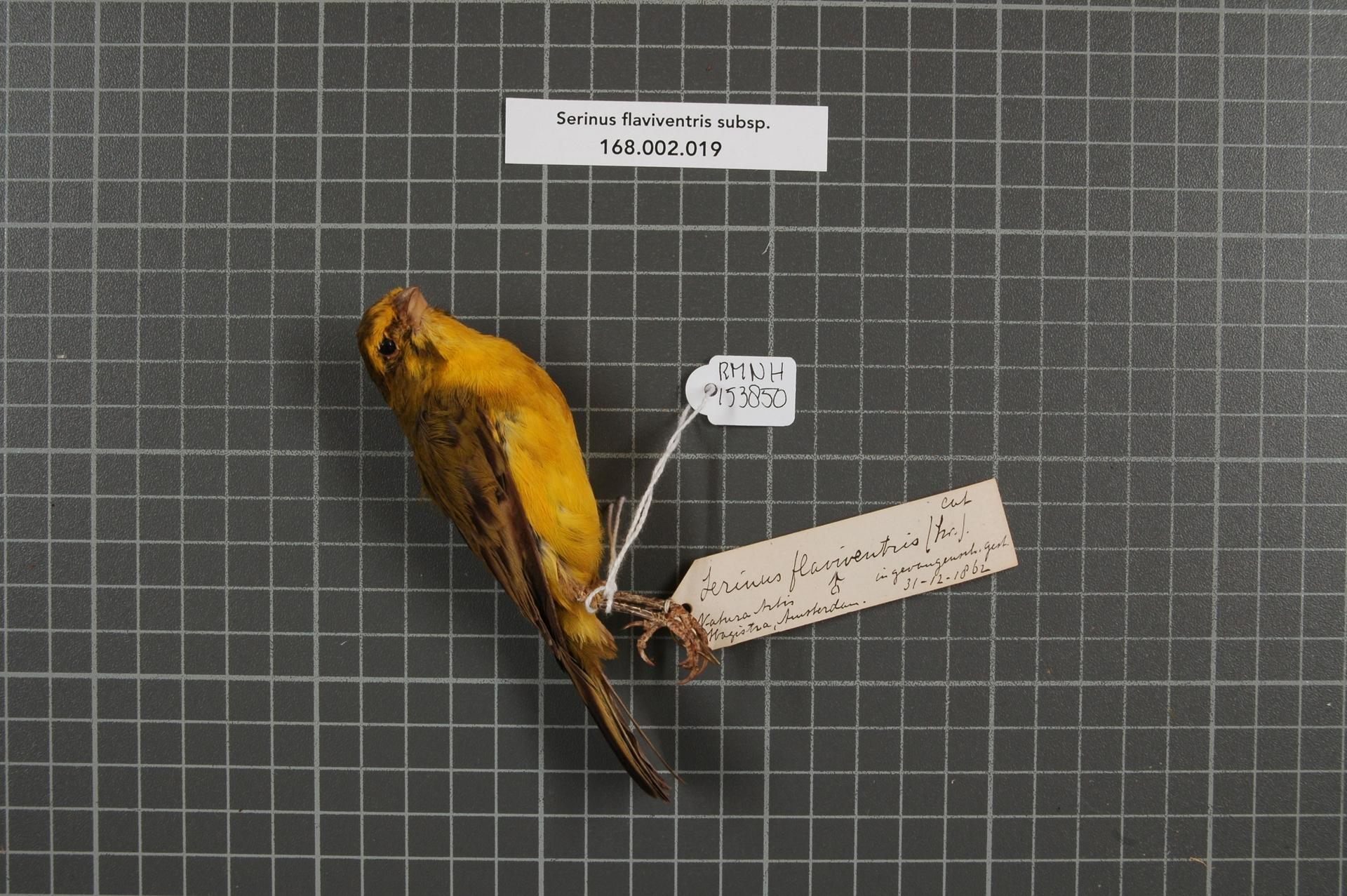
Maschio impagliato.

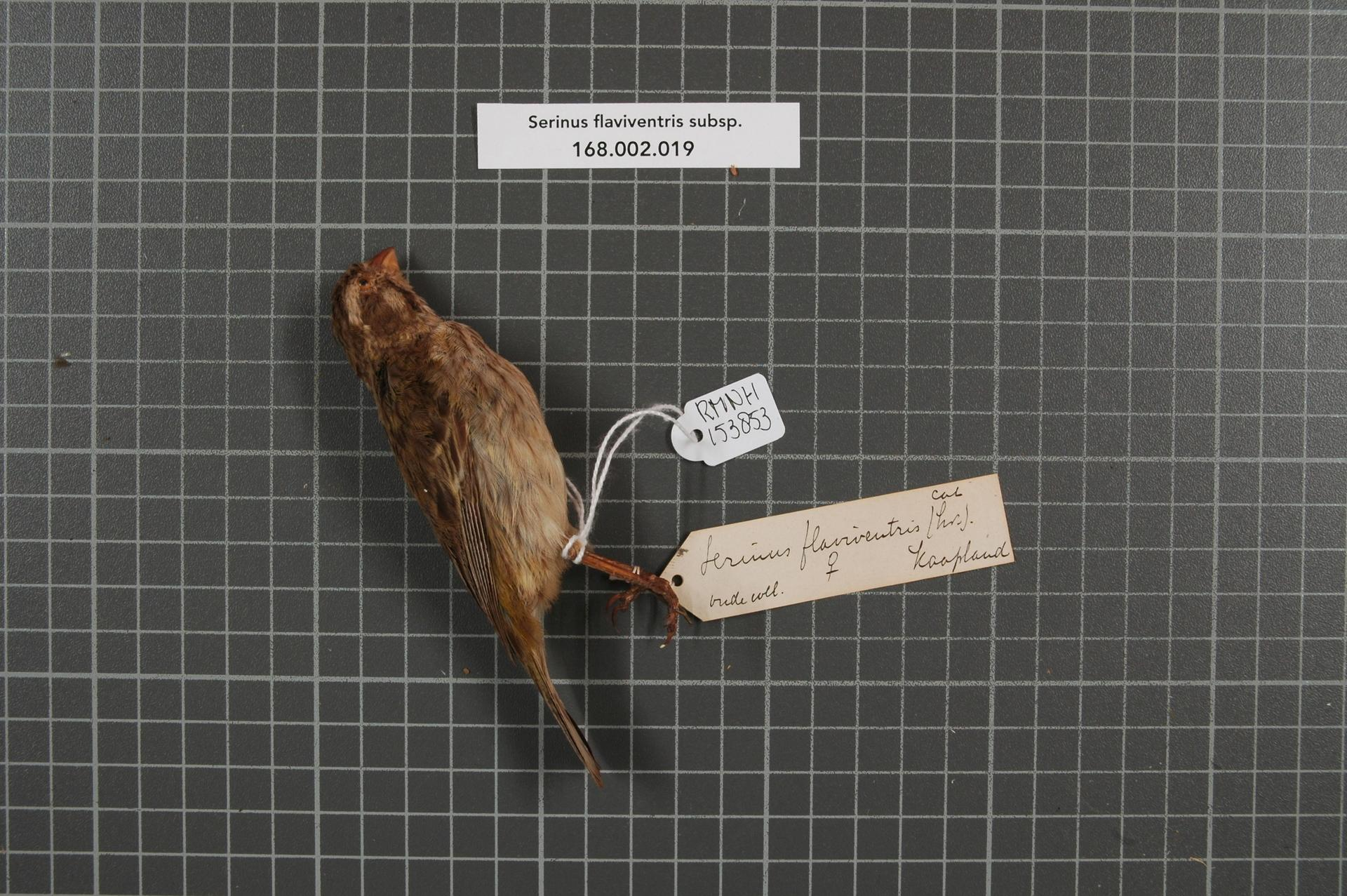
Femmina impagliata.

### Dimensioni
Misura 13–14 cm di lunghezza, e 10,3-20 grammi di peso.

### Aspetto
Si tratta di uccelletti dall'aspetto robusto e slanciato, muniti di testa arrotondata, becco conico, ali appuntite e coda dalla punta lievemente forcuta. Nel complesso, il canarino ventregiallo risulta molto simile all'affine canarino del Mozambico, rispetto al quale tuttavia presenta becco scuro e meno robusto, oltre che disegno facciale più chiaro.
Il piumaggio presenta dimorfismo sessuale: nei maschi infatti sopracciglio, guance, gola, petto e ventre sono gialli, il sottocoda e i fianchi sono bianchi, il codione è di colore verde-giallastro, fronte, vertice, nuca e dorso sono di colore verde oliva, mentre il mustacchio e l'area fra lati del becco, occhi e area attorno alle orecchie sono di colore bruno-verdastro scuro. Nelle femmine, il lipocromo giallo è assente, con l'area ventrale e la mascherina facciale di colore bruno-grigiastro con screziature nere formate dalle punte delle singole penne che sono di questo colore, mentre il ventre e i disegni facciali sono di colore biancastro.

In ambedue i sessi, il becco è nerastro (con parte inferiore più chiara e tendente al bruno-carnicino), le zampe sono di colore carnicino-nerastro e gli occhi sono bruni.

## Biologia

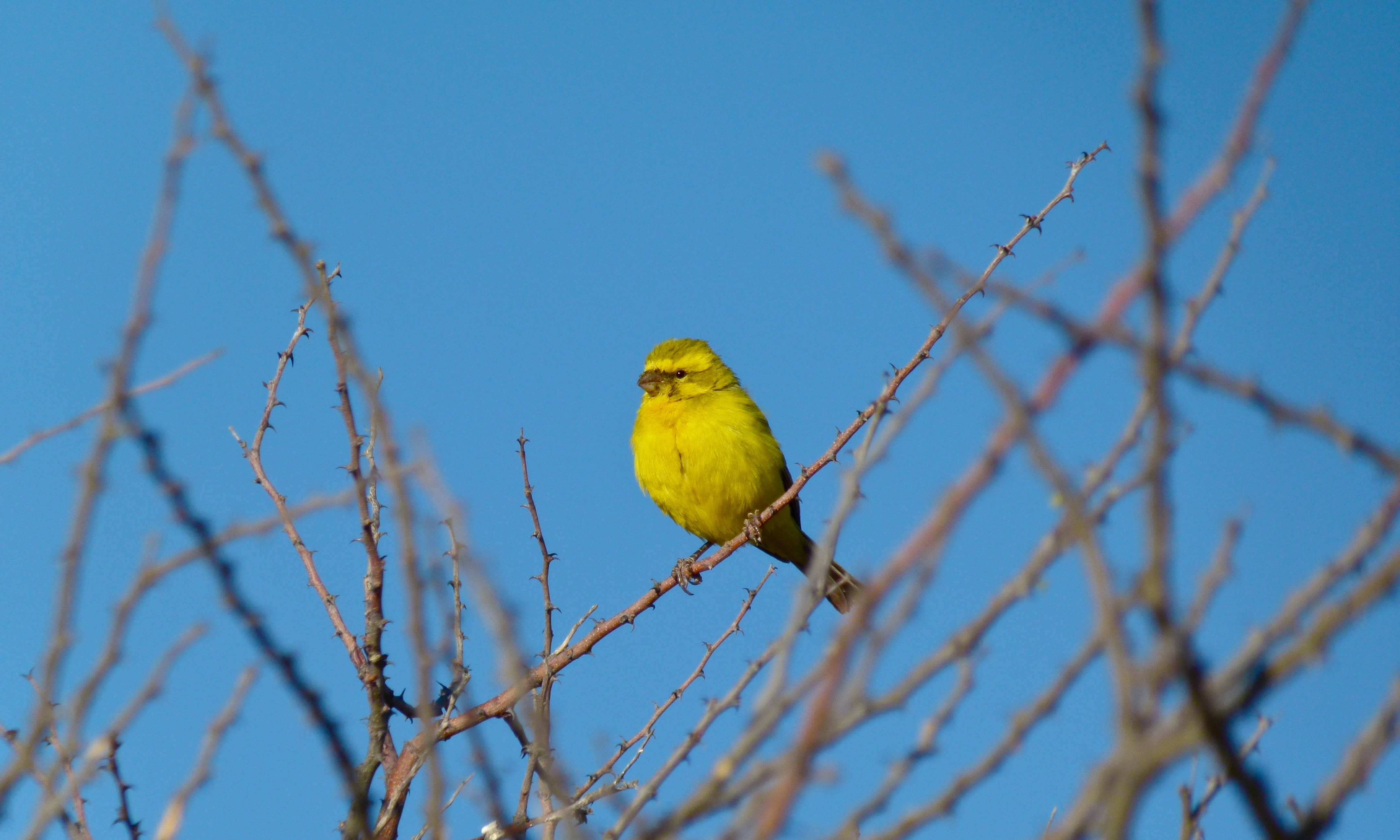
Maschio nel parco transfrontaliero Kgalagadi.

Si tratta di uccelletti dalle abitudini essenzialmente diurne, molto vivaci e attivi, che passano la maggior parte della giornata alla ricerca di cibo fra i cespugli o l'erba alta, riunendosi in stormi all'infuori della stagione degli amori e tenendosi in costante contatto fra loro mediante trilli e cinguettii.

### Alimentazione

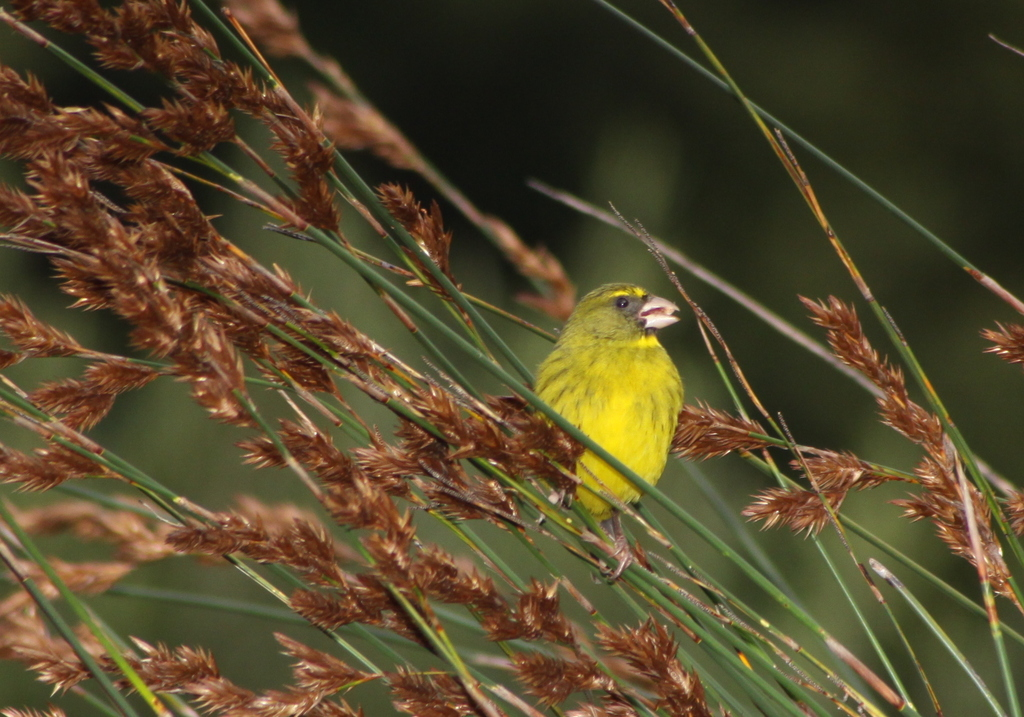
Maschio si alimenta nei pressi della Table Mountain.

La dieta del canarino di Sant'Elena è essenzialmente granivora, costituendosi per la maggior parte di semi di piante cespugliose ed erbacee (Amaranthus e Sonchus su tutte), oltre che foglioline, germogli, piccoli fiori, bacche e frutti: specie durante il periodo degli amori, questi uccelli si nutrono anche di piccoli insetti, perlopiù reperiti in maniera casuale durante la ricerca del cibo di origine vegetale.

### Riproduzione
La stagione degli amori va da luglio ad aprile: durante questo periodo, le coppie (si tratta di uccelli monogami) si dimostrano piuttosto territoriali, coi maschi che cantano per segnalare la propria presenza e scacciano energicamente eventuali intrusi conspecifici dai pressi del nido.
Agli inizi delle stagioni riproduttive, i maschi si esibiscono in voli circolari e canti da posatoi in evidenza (alberi, rocce o termitai solitari) per attrarre le femmine, che poi vengono corteggiate seguendole insistentemente con le penne arruffate e becco ed ali semiaperti, il primo puntato verso l'alto così come la coda, le seconde puntate verso il basso. La femmina segnala il suo interesse accovacciandosi e spostando lateralmente la coda, permettendo così al maschio di montarla.

Il nido presenta forma a coppa e viene costruito alla biforcazione del ramo di un cespuglio o un albero: la sua costruzione è a carico della sola femmina, che si serve di fibre vegetali per edificare la parte esterna e di lanugine vegetale o animale per foderare l'interno. Al suo interno, la femmina depone 4-6 uova, che cova da sola per circa due settimane: il maschio rimane nei pressi del nido, cantando per tenere lontani eventuali intrusi ed occupandosi di reperire il cibo per sé e per la compagna.

Alla schiusa, i pulli sono ciechi ed implumi: essi vengono accuditi e imbeccati sia dalla femmina che dal maschio, e sono in grado d'involarsi attorno alle tre settimane di vita. Nonostante ciò, essi continuano a rimanere nei pressi del nido fino a un mese e mezzo circa di vita, seguendo i genitori (che nel frattempo solitamente stanno portando avanti una seconda covata) nei loro spostamenti e chiedendo loro, sebbene sempre più sporadicamente, l'imbeccata, prima di allontanarsene definitivamente e disperdersi.

## Distribuzione e habitat

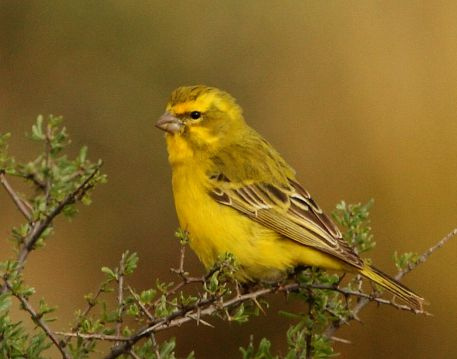
Maschio su un cespuglio nel Grande Karoo.

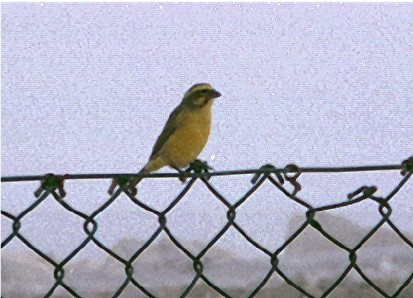
Maschio in ambiente antropizzato.

Il canarino ventregiallo è diffuso in Africa meridionale, dove occupa un areale che va dall'Angola sud-occidentale al Botswana e all'intero Sudafrica (ad eccezione della fascia costiera orientale) e Lesotho: un singolo esemplare è stato avvistato anche in Zambia sud-occidentale.

Questi uccelli sono stati inoltre introdotti con successo sulle isole di Ascensione e Sant'Elena (da cui il nome comune di "canarino di Sant'Elena"), nelle quali si sono naturalizzati.
L'habitat di questi uccelli è rappresentato dalle aree erbose con presenza di macchia cespugliosa ed aree alberate (a prevalenza di acacia e Terminalia).

Questi uccelli tendono ad essere stanziali, tuttavia (in particolare nelle zone più aride del proprio areale) possono compiere spostamenti anche di una certa entità alla ricerca di cibo ed acqua.

## Sistematica
Se ne riconoscono quattro sottospecie:

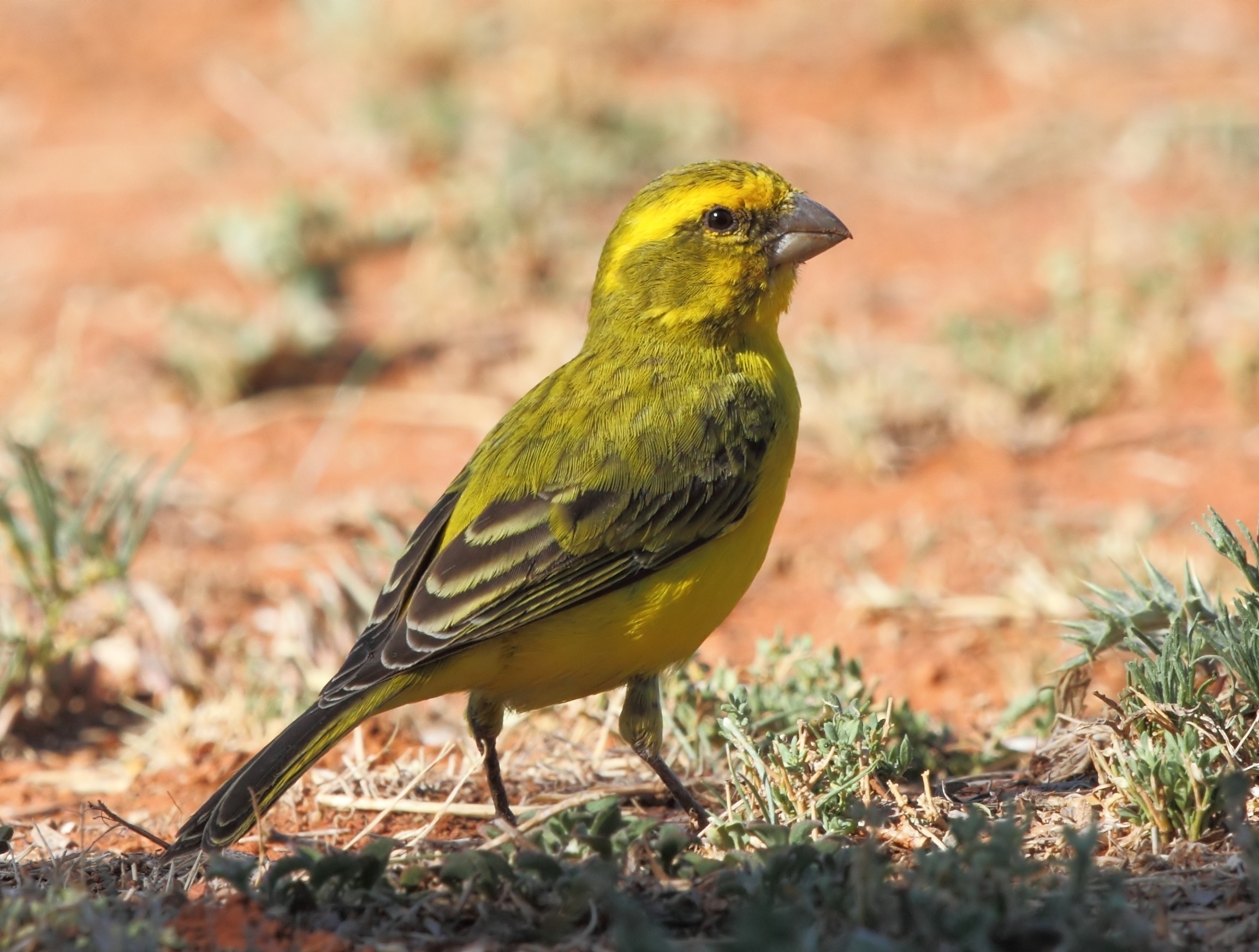
Maschio nel Parco nazionale Mokala.

- Crithagra flaviventris flaviventris (Gmelin, 1789) - diffusa in Namibia meridionale e Sudafrica nord-occidentale;
- Crithagra flaviventris damarensis (Roberts, 1922) - diffusa in Angola sud-occidentale, Namibia, Botswana e Sudafrica centrale e settentrionale;
- Crithagra flaviventris guillarmodi (Roberts, 1936) - endemica degli altipiani del Lesotho;
- Crithagra flaviventris marshalli (Shelley, 1902) - diffusa in Botswana sud-orientale, Sudafrica nord-orientale e basso Lesotho;

Le varie sottospecie sfumano l'una nell'altra nell'areale di distribuzione, e non è sempre facile identificarle. Le popolazioni dell'area di Port Nolloth (intermedie fra la sottospecie nominale e la sottospecie marshalli), dell'area di Beaufort West (facenti parte della sottospecie nominale) e dell'area orientale del Capo settentrionale (facenti parte della sottospecie marshalli) vengono da alcuni elevate al rango di sottospecie a sé stanti, rispettivamente coi nomi di C. f. hesperus, C. f. quintoni e C. f. aurescens.

Anche il canarino ventrebianco è stato in passato considerato una sottospecie del canarino di Sant'Elena col nome di C. f. dorsostriata, tuttavia attualmente si tende a considerarlo una specie a sé stante.